# Колупаєв Віктор Дмитрович
Ві́ктор Дми́трійович Колупа́єв  (нар.19 вересня 1936, сел. Нєзамєтний, ЯАРСР — 4 червня 2001, Томськ) — російський та радянський письменник-фантаст, один з провідних авторів радянської фантастики 1970—1980-х років.

## Біографія
Народився у селищі Нєзамєтному (зараз місто Алдан Республіки Саха) у сім'ї робітників.
У 1954 році закінчив середню школу у  Красноярську.
Закінчив радіотехнічний факультет Томського політехнічного інституту за спеціальністю " Радіотехніка" у 1961 році, працював у спеціальному конструкторському бюро, на заводі математичних машин "Контур", у НДІ, у лабораторії біоніки Сибірського фізико-технічного інституту (до 1982 року).
У 1966 році у томській газеті "Молодой Ленинец" було опубліковане його перше оповідання «Невдала експедиція». Перша фантастична публікація письменника - оповідання «Квиток до дитинства» - з'явилася у журналі «Вокруг света»у 1969 році, а його перша книга «Случится же с человеком такое!..» - видана у 1972 році. З 1976 року - член Союзу Письменників СРСР. Лауреат премії «Аеліта» 1988 року за збірку «Весна света».
Жив у Томську. На початку перебудови брав участь у русі "зелених".
Помер у Томську від гострої серцевої недостатності. Похований на кладовищі "Бактин" 
У 2001 році ім'я В.Д. Колупаєва було присвоєно премії "Малая Урания". Премія присуджується за найкращий твір у гуманістичних традиціях російської фантастики.
Іменем В.Д.Колупаєва названа вулиця в селищі Апрєль у  Томську.

## Творчість
Більшість оповідань Колупаєва можна віднести до рідкісного у радянській фантастиці 1970—1980-х років ліричного фентезі (на заході у схожому стилі писав, наприклад, Рей Бредбері) або "дивної міської прози" з елементами фантастики. Творчість письменника це спроба усвідомлення людиною свого місця у часі й просторі, а герої, ніби персонажі Олександра Гріна, постійно спрямовані на диво, на зустріч із невідомим: герой оповідання «Газетный киоск» (1971) отримує можливість заглянути у власне майбутнє; люди майбутнього з оповідання «Какие смешные деревья» (1977), що відправилися на захопливу космічну екскурсію з дітьми, для того, щоб на власні очі побачити справжню війну далекого минулого.  У «Самом большом доме» (1974) дім, який шукає героїня (про нього їй розповіли загиблі батьки-космонавти),  виявляється планетою Земля; герой програмного оповідання Колупаєва «Зачем жил человек?» (1970) приречений на невідомість, але однак продовжує натхненно творити; а герой повісті «Защита» (1977) отримує можливість спілкуватися з власною совістю по телефону.
Рідше, і, на думку деяких критиків, з меншим успіхом у творчому доробку Колупаєва зустрічаються традиційніші теми та мотиви жорсткої наукової фантастики. Оповідання «Качели Отшельника» (1972) і «Фирменный поезд „Фомич“» (1979) присвячені загадкам та парадоксам простору-часу (у останньому оповіданні це описано у формі філософсько-повчальної притчі). Розпочате, як типова хроніка інопланетного вторгнення, оповідання «Толстяк» над миром" (1980) перетворюється на сюжетно-оригінальну притчу про планету: після кожної нової спроби нападників відкидає все далі і далі у минуле.
В останні роки життя Колупаєв працював над трилогією «Безвременье. Времена. Вечность». У 2001 окремим виданням вийшов перший роман трилогії - «Безвременье», написаний разом з Ю. І. Марушкіним. Друга книга трилогії — роман-пародія «Сократ Сибирских Афин» — опублікована у 2001 році у красноярському журналі «День и ночь».
Цікавлячись філософськими проблемами простору й часу, Колупаєв з 1970-х років працював над працею «Пространство и Время. (Физический аспект)», коротке його видання було надруковане малим тиражем у 1994 році у Томську під назвою «Пространство и время для фантаста».
Твори Колупаєва перекладені англійською, болгарською, угорською, грузинською, китайською, корейською, монгольською, німецькою. польською, сербсько-хорватською, словацьку, французькою, чеською, шведською, японською мовами.

### Книги
- Случится же с человеком такое!.. — М.: МГ, 1972. 272 с, 100 тыс. экз. (БСФ)
- Качели Отшельника: Повесть, рассказы. — М.: МГ, 1974. 192 с, 100 тыс. экз. (БСФ)
- Билет в детство: Ф рассказы. — Новосибирск: Западно-Сибирское книжное издательство, 1977. 192 с, 30 тыс. экз.
- Фирменный поезд «Фомич»: Повесть. — М.: МГ, 1979. 272 с, 100 тыс. экз. (БСФ)
- Зачем жил человек? — Новосибирск: Западно-Сибирское книжное издательство, 1982. 208 с, 30 тыс. экз.
- Поющий лес: Фантастика. — Новосибирск: Западно-Сибирское книжное издательство, 1984. 320 с, 30 тыс. экз.
- Седьмая модель. — М.: МГ, 1985. 256 с, 100 тыс. экз. (БСФ)
- Весна Света. — Томск: Томское книжное издательство, 1986. 480 с, 80 тыс. экз.
- Волевое усилие: Повести. — Томск: Томское книжное издательство, 1991. 400 с, 30 тыс. экз. ISBN 5-7515-0175-6
- Качели Отшельника. — М.: АСТ; Ермак, 2003. 860 с, 5 тыс. экз. ISBN 5-17-019613-X,  ISBN 5-9577-0271-4
- Пространство и время для фантаста. — Томск, 1994. 500 экз.

### Романи
- Безвременье (2000)
- Сократ Сибирских Афин (2001)

### Оповідання та повісті[1]
- Билет в детство (1969).
- Зачем жил человек? (1970).
- Ма-а-а-ма! (1970).
- Вдохновение (1971).
- Газетный киоск (1971).
- Весна света (1972).
- Девочка (1972).
- Жемчужина (1972).
- Качели Отшельника (1972).
- На асфальте города… (1972).
- Настройщик роялей (1972)
- Поющий лес (1972).
- Сентябрь (1972), згодом, як новела, оповідання увійшло в розповідь „Жизнь как год" (1982).
- Случится же с человеком такое!.. (1972).
- Разноцветное счастье (1973).
- Город мой (1974).
- Звёзды (1974).
- На дворе двадцатый век (1974).
- Оборотная сторона (1974).
- Самый большой дом (1974)
- Две летящие стрелы (1975).
- Какие смешные деревья (1975).
- Любовь к земле (1975).
- Печатающий механизм (1975).
- Спешу на свидание (1975).
- Улыбка (1975).
- Защита (1977).
- Лагерный сад (1977), згодом, як новела „Июль", оповідання увійшло в розповідь „Жизнь как год"(1982).
- Май (1977), згодом, як новела, оповідання увійшло в розповідь „Жизнь как год" (1982).
- Фирменный поезд «Фомич» (1979).
- Исключение (1980).
- Стригуны (1980).
- «Толстяк» над миром (1980).
- Жизнь как год (1982).
- Капитан «Громовержца» (1982).
- Молчание (1982).
- Седьмая модель (1982).
- Фильм на экране одного кинотеатра (1982).
- Два взгляда (1983).
- Обычный день(1984)
- Июнь (1985), згодом, як новела, оповідання увійшло в розповідь „Жизнь как год" (1982).
- Жилплощадь для фантаста (1991).
- Волевое усилие (1991).
- Дзяпики (1991).

### Переклади
- Угаров Г. Звезда Долбора / Пер. з якут. В. Колупаева